# Facteur de flare
 (12 avril 2018).

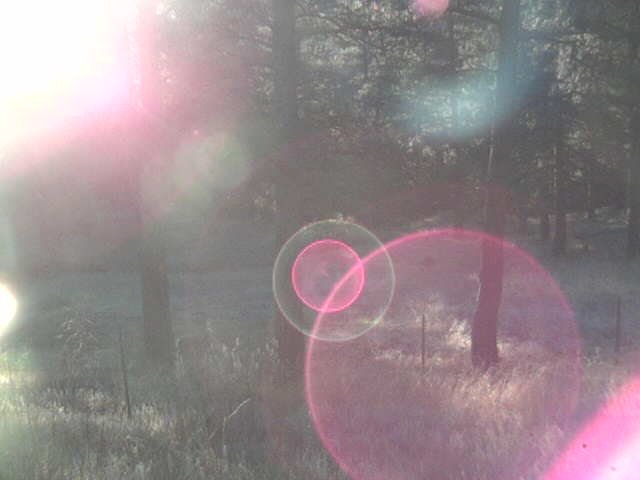
Halos générés par un fort facteur de flare

Le facteur de flare (« lens flare » en anglais) est une aberration optique due à une diffusion parasite de la lumière à l'intérieur d'un objectif. Elle se caractérise par la présence de halos lumineux alignés sur une ligne définie par le centre optique de l'objectif et une source de lumière ponctuelle présente dans ou aux abords de l'image. Cette aberration est produite par les réflexions de la source lumineuse entre les différentes lentilles constitutives de l'objectif. Cette diffusion entraîne une baisse générale du contraste de l'image obtenue. 
Ce facteur est quantifié au moyen d'une mire spéciale composée d'un carré noir sur fond blanc. Le facteur de flare correspond à la différence d'éclairement de la zone noire de la mire lorsqu'elle occupe l'ensemble du cadre et lorsqu'elle n'occupe plus que 10 % du cadre.
Les facteurs aggravants du flare sont : la multiplication du nombre de lentilles de l'objectif, la grande ouverture de l'objectif, la présence d'éléments très lumineux (contre-jour).
Le flare peut être combattu par le traitement multi-couches des objectifs modernes et l'usage d'un pare-soleil (mais un pare -soleil efficace doit être très couvrant, aux limites de la partie utile pour l'image, ce qui est difficile avec les objectifs à focale variable).
Cet effet peut être voulu : il existe des systèmes tels que le varicon d'Arri qui sont spécifiquement étudiés pour exploiter ce phénomène et faire baisser de façon contrôlée le contraste de l'image obtenue. Les logiciels de retouche d'images photographiques et de vidéo offrent en général la possibilité d'ajouter de faux flares afin d'augmenter le réalisme final.
Par abus de langage, le flare est souvent limité aux halos qui se forment dans l'objectif lorsqu'une source lumineuse ponctuelle se trouve dans l'image ou aux abords immédiats du cadre. Ce sont les mêmes phénomènes qui entrent en jeu dans ces halos, mais de façon extrême.

## Manifestation
La distribution spatiale du halo se manifeste généralement sous la forme de plusieurs étoiles, anneaux ou cercles alignés sur l'image ou la vue. Les motifs de halo s'étendent généralement sur toute la scène et changent d'emplacement en fonction du mouvement de la caméra par rapport aux sources lumineuses, en suivant la position de la lumière et en s'estompant à mesure que la caméra s'éloigne de la lumière vive, jusqu'à ce qu'elle ne provoque plus d'éblouissement du tout. La distribution spatiale spécifique du flare dépend de la forme de l'ouverture des éléments de formation de l'image. Par exemple, si l'objectif a une ouverture à 6 lames, le lens flare peut avoir une forme hexagonale.
Une telle diffusion interne est également présente dans l'œil humain et se manifeste par un éblouissement voilé indésirable, plus évident lors de l'observation de lumières très brillantes ou de surfaces très réfléchissantes. Dans certaines situations, les cils des paupières peuvent également créer des irrégularités de type éblouissement, bien qu'il s'agisse techniquement d'artefacts de diffraction.
Lorsqu'une source lumineuse brillante éclaire l'objectif mais ne se trouve pas dans son champ de vision, l'éblouissement apparaît comme un voile qui délave l'image et réduit le contraste. Ce phénomène peut être évité en ombrageant l'objectif à l'aide d'un pare-soleil. Dans un studio, un gobo ou un ensemble de barn doors (en) peut être fixé à l'éclairage pour l'empêcher de briller sur l'appareil photo. Des filtres peuvent être fixés à l'objectif de l'appareil photo afin de minimiser les reflets, ce qui est particulièrement utile pour les photographes d'extérieur.
Lors de l'utilisation d'un objectif anamorphique, comme c'est souvent le cas dans la cinématographie analogique, le reflet de l'objectif peut se manifester sous forme de lignes horizontales. Ce phénomène est le plus souvent observé dans les phares d'une voiture dans une scène sombre, et peut être souhaité comme faisant partie de l'"aspect cinématographique".

## Autres formes de flare photographique

### Flare provoqué par filtre photographique
L'utilisation de filtres photographiques peut provoquer un éblouissement, en particulier des fantômes de lumières vives (sous symétrie centrale). Ce phénomène peut être éliminé en n'utilisant pas de filtre, et réduit en utilisant des filtres de meilleure qualité ou en réduisant l'ouverture du diaphragme.

### Artéfact de diffraction dans les appareils photo numériques
Une forme d'éblouissement est spécifique aux appareils photo numériques. Lorsque le soleil brille sur un objectif non protégé, un groupe de petits arcs-en-ciel apparaît. Cet artéfact est formé par la diffraction interne sur le capteur d'image, qui agit comme un réseau de diffraction. Contrairement au véritable lens flare, cet artefact n'est pas visible dans l'oculaire d'un appareil photo reflex numérique (APRN), ce qui le rend plus difficile à éviter.

## Erreurs d'interprétation
Par erreur, ces flares sont souvent confondus avec des fantômes, des soucoupes volantes, des astres comme Nibiru.